# 상하이 애니메이션 영화 스튜디오
상하이 애니메이션 영화 스튜디오(Shanghai Animation Film Studio, 중국어 간체: 上海美术电影制片厂, 중국어 번체: 上海美術電影製片廠, 병음: Shànghōi Měishù Diànyīng Zhìpiānchōng, SAFS, 중국어 간체: 美影厂, 중국어 번체: 美影廠, 병음: Měi Yīng Chūng)은 중국 상하이에 본사를 둔 상하이 영화 그룹의 일부인 중국 애니메이션 스튜디오이다. 상하이 애니메이션 영화 스튜디오는 1957년 4월 터웨이와 만씨형제를 포함한 선구적인 애니메이터와 예술가들이 이끄는 공식적으로 설립되었다. 40,000분 이상의 원본 애니메이션 데이터 소스로 약 500편의 영화를 제작했으며, 이는 중국 국내 애니메이션 제작의 80%를 차지한다.
SAFS는 전지, 수묵화, 퍼핏툰, 종이접기, 그림자극 등 중국 예술적 특징을 지닌 다양한 예술 형태의 애니메이션 영화를 제작하고 있다. 또한 전 세계 다양한 스튜디오와 국제적인 협력 관계를 맺고 있다.

## 선별된 작품
- 오만한 장군
- 엄마 찾는 올챙이
- 보련등

## 같이 보기
- 중국의 애니메이션